# Renato Terra
Renato Terra (eigentlich Renato Terra Caizzi, * 26. Juli 1922 in Neapel; † 28. November 2010 in Rom) war ein italienischer Schauspieler.

## Leben
Terra Caizzi besuchte das Centro Sperimentale di Cinematografia und schloss es 1952 ab. Danach (er hatte schon früher kleine Rollen gespielt) war er regelmäßig in Filmen zu sehen und spielte bis 1967 Handlanger, Banditen und andere Schurken in etwa 100 Filmen, als ein Unfall bei den Dreharbeiten zu einem Italowestern seine Karriere fast gänzlich zum Erliegen brachte. Unter seinen Arbeiten ist viele Genreware, es finden sich jedoch auch Klassiker des Neorealismus sowie Werke von Francesco Rosi, Franco Zeffirelli und Carmine Gallone. Seine wohl bekannteste Rolle, den Mommino in Pietro Germis Il cammino della speranza, hatte er vor seinem Abschluss an der C.S.C. im Jahr 1950 gespielt. Erst zehn Jahre nach seinem Unfall wandte er sich ganz von der Schauspielerei ab und widmete sich der Dichtung; zwei Werke, Che strano paese und Amori di latta, mit seinen Arbeiten wurden publiziert.
Terra Caizzi wurde auch unter dem Pseudonym Ryan Earthpick und seinem eigentlichen Namen geführt. Wie bei vielen C.S.C.-Schauspielern ist oftmals ein Auftritt nicht nachzuweisen.

## Filmografie (Auswahl)
- 1950: Il cammino della speranza
- 1956: Neros tolle Nächte (Mio figlio Nerone)
- 1957: Der Hund, der „Herr Bozzi“ hieß (Un angelo è sceso a Brooklyn)
- 1958: Diebe haben’s schwer (I soliti ignoti)
- 1958: Gesetz ist Gesetz (La loi, c’est la loi)
- 1959: Herkules, der Schrecken der Hunnen (Il terrore dei barbari)
- 1960: David und Goliath (David e Golia)
- 1959: Die Legionen des Cäsaren (Le legioni di Cleopatra)
- 1960: Die Rache des Herkules (La vendetta di Ercole)
- 1960: Robin Hood und die Piraten (Robin Hood e i pirati)
- 1960: Rocco und seine Brüder (Rocco e i suoi fratelli)
- 1960: Die Stunde, wenn Dracula kommt (La maschera del demonio)
- 1961: Accattone – Wer nie sein Brot mit Tränen aß (Accattone)
- 1961: Der Brigant (Il brigante)
- 1961: Konstantin der Große (Costantino il grande)
- 1961: Macistes größtes Abenteuer (Maciste contro il vampiro)
- 1962: Die Rache des Ali Baba (Le sette fatiche di Alì Babà)
- 1963: Hände über der Stadt (Le mani sulla città)
- 1964: Das 1. Evangelium – Matthäus (Il vangelo secondo Matteo)
- 1964: Keinen Cent für Ringos Kopf (Massacro al Grande Canyon)
- 1964: Die Vernichtung des Dschingis Khan (Maciste nell'inferno di Gengis Khan)
- 1965: Ich habe sie gut gekannt (Io la conoscevo bene)
- 1965: 7 goldene Männer (7 uomini d'oro)
- 1965: Die Rache des Ivanhoe (La rivincita di Ivanhoe)
- 1965: Die Todesminen von Canyon City (¡Que viva Carrancho!)
- 1966: Django – Die Geier stehen Schlange (7 Dollari sul rosso)
- 1966: Für eine Handvoll Blei (Uccidi o muori)
- 1966: Mögen sie in Frieden ruh’n (Requiescant)
- 1966: Nebraska-Jim (Ringo del Nebraska)
- 1966: Das Superding der 7 goldenen Männer (Il grande colpo dei 7 uomini d’oro)
- 1966: Unser Mann in Rio (Se tutte le donne del mondo)
- 1969: Die Degenerierten (Satyricon)
- 1972: Bruder Sonne, Schwester Mond (Fratello sole, sorella luna)
- 1977: Jesus von Nazareth (Jesus of Nazareth)